# Paul Greene
Paul Greene, född 9 december 1972, är en australisk friidrottare. Han deltog vid olympiska sommarspelen 1996.